# 三角洲系列運載火箭
三角洲運載火箭是一种不可重複使用運載火箭的大家族，於1960年代開始進行美國的太空酬載任務，並發射超過300次，且成功率高達95%以上。2006年起，三角洲系列運載火箭由聯合發射同盟負責建造與營運。该系列运载火箭已经退役。

## 發展背景
由PGM-17雷神导弹改良而成，所有雷神三角洲運載火箭所使用的的第一節即是彈道飛彈的第一節。PGM-17雷神导弹於1950年代開始設計與開發，部署在英國或其他屬於同盟國的國家，並於1957年9月首度發射成功。隨後以其第一節火箭與其他上面節火箭組合的火箭也發射衛星用來進行太空探測。雷神的第四節又稱雷神三角洲，因為Delta是希臘文中第四個字母，最後簡稱整臺火箭為三角洲 。
美國國家航空暨太空總署將雷神運載火箭定位為導彈至運載火箭的過渡運載火箭，並在1960~1961年間應用於通訊、氣象、科學、月球探測等方面的人造衛星發射。後續的計畫目標是使用創新的火箭設計來取代PGM-17雷神导弹舊有的設計，並非加強雷神三角洲運載火箭的性能，而是增加其可靠性，最終在1959年4月美國國家航空暨太空總署與道格拉斯飞行器公司簽約進行12枚火箭的發射與設計。
第一節搭配布洛克I MB-3引擎，主要改良自雷神中程彈道飛彈，可以提供152,000磅的推力，此節燃料為液態氧和煤油；第二節也有經過修改，引擎為噴氣飛機公司的AJ-10-118火箭引擎，可產生7,700磅的推力，此節燃料改為四氧化二氮及聯氨，總共花費400萬美元的經費來修改第二節，修改後的版本沿用至後續型號。第三節：牽牛星A火箭引擎，在未與第二節火箭分離時，藉由每分鐘旋轉100次來穩定整個末端節，動力來源是兩具固體燃料火箭；分離之後，ABL-248可提供2,800磅推力，推進時間僅有28秒，另外酬載整流罩由玻璃纖維製成。
酬載量在低地球軌道僅有295公斤；地球同步轉移軌道更少至45公斤。過往的發射紀錄為成功次數／總發射次數：11/12。花費金費：4300萬美元（12次），超出原預算300萬美元，原定在1962年之前會有另外14次外的發射，不過最終未能達成。

### 早期雷神－三角洲運載火箭發射紀錄
| 發射編號 | 發射日期       | 酬載衛星或艙組       | 發射地點                               | 結果 | 備註                                                           |
| -------- | -------------- | -------------------- | -------------------------------------- | ---- | -------------------------------------------------------------- |
| 1        | 1960年5月13日  | 回聲1號              | 卡纳维拉尔角空军基地17号航天发射复合体 | 失敗 | 於晚間9點16分發射，第一節成功，第二節失去控制，最後墜毀。      |
| 2        | 1960年8月12日  | 回聲1A號             | 卡纳维拉尔角17号航天发射复合体         | 成功 | 運送酬載至高度为1666公里（1035哩）的地球轨道，轨道倾角为47度   |
| 3        | 1960年11月23日 | 電視紅外線觀測衛星-2 | 卡纳维拉尔角17号航天发射复合体         | 成功 |                                                                |
| 4        | 1961年3月25日  | 探索者-10            | 卡纳维拉尔角17号航天发射复合体         | 成功 | 將78磅（35公斤）的酬載運至138,000哩（222,000公里）軌道。       |
| 5        | 1961年7月12日  | 電視紅外線觀測衛星-3 | 卡纳维拉尔角17号航天发射复合体         | 成功 |                                                                |
| 6        | 1961年8月16日  | 探索者-12            | 卡纳维拉尔角17号航天发射复合体         | 成功 | 用作高能粒子探测，EPE-A.在橢圓同步軌道（GTO）运行。            |
| 7        | 1962年2月8日   | 電視紅外線觀測衛星-4 | 卡纳维拉尔角17号航天发射复合体         | 成功 |                                                                |
| 8        | 1962年3月7日   | 轨道太阳天文台-1     | 卡纳维拉尔角17号航天发射复合体         | 成功 | 用作轨道太阳天文台，軌道位於345英里（555公里），轨道傾角为33度 |
| 9        | 1962年4月27日  | Ariel 1              | 卡纳维拉尔角17号航天发射复合体         | 成功 | Ariel 1卫星在之后的«海星總理»核弹测试中损毁                    |
| 10       | 1962年6月19日  | 電視紅外線觀測衛星-5 | 卡纳维拉尔角17号航天发射复合体         | 成功 |                                                                |
| 11       | 1962年7月10日  | 電星1號              | 卡纳维拉尔角17号航天发射复合体         | 成功 | 同样在之后的«海星總理»高度核弹试验中损毁。                     |
| 12       | 1962年9月18日  | 電視紅外線觀測衛星-6 | 卡纳维拉尔角17号航天发射复合体         | 成功 |                                                                |

## 進展

### 三角洲A型運載火箭
布洛克I MB-3引擎，推力152,000磅，改良後使用布洛克II MB-3引擎，推力達170,000磅；總計發射兩次。

### 三角洲B型運載火箭
於此階段做了些許改變，將最上級火箭燃料槽增長3呎，提高氧化劑能量，增加固態推進器導航系統。三角洲運載火箭也在此時由過渡時期至正規運作時期。可酬載91公斤衛星至地球同步軌道，共發射6次。 

### 三角洲C型運載火箭
第三節由原本的牽牛星改成牽牛星2號引擎，牽牛星2號引擎的改良版ABL X-258火箭引擎也用在偵查者號運載火箭上，整個引擎的重量較原型長3英尺左右，重量增加10%，但推力也增強65%。

### 三角洲D型運載火箭
也被稱為增強版三角洲運載火箭，主要藉由增加三枚卡斯托1固體輔助火箭以增強推力，共發射兩次。

### 三角洲E型運載火箭
也被稱為改進增強版三角洲運載火箭，使用卡斯托2固體輔助火箭，推力相同，但推進時間增長。第一節採用布洛克3 MB-3引擎，推力17萬2千磅。第二節的AJ10-118E直徑由0.84公尺增加為1.4公尺，推進時間也加倍。使用擎天神-愛琴娜運載火箭的整流罩。比三角洲D型運載火箭酬增加45公斤的地球同步軌道酬載量，於1965年進行發射國際通信衛星組織-1。 

### 三角洲F型運載火箭
最終這個型號的運載火箭並未被製造出來。

### 三角洲G型運載火箭
發射兩次生物衛星，分別為生物衛星1號與生物衛星2號，於1966年進行第一次發射。 其特點是三角洲E型運載火箭去除末端節。

### 三角洲J型運載火箭
第三節使用Thiokol Star 37D引擎，僅於1968年進行唯一一次發射。 

### 三角洲L型運載火箭
第一節直徑擴大為2.4公尺，改用FW-4d火箭引擎做為第三節。 

### 三角洲M型運載火箭
使用更長的第一節雷神燃料槽並搭配3枚卡斯托2固體輔助火箭，第二節與三角洲E型運載火箭相同，另外第三節改為與三角洲J型運載火箭相同的Star 37D引擎。 並在1968~1971年間成功發射12次。

### 三角洲N型運載火箭
與三角洲M型運載火箭大致相同，只不過從三節式運載火箭變為兩節式運載火箭。在1968年到1972年間發射了9次，其中8次成功 。

### 三角洲超級6號運載火箭
將三角洲N或M型運載火箭加裝3枚額外的卡斯托2固體輔助火箭，形成總共6枚固體輔助火箭的最大配置。地球同步軌道的酬載能力達到450公斤。總計發射過4次，其中3次從三角洲N型運載火箭增強而來；其中1次則來自三角洲M型運載火箭的強化。

## 三角洲系列運載火箭發射的可靠性
從1969~1978年間，雷神—三角洲運載火箭是美國國家航空暨太空總署最頻繁使用的火箭，在這十年間發射了84次，遠遠高於第二名的偵查者號運載火箭，僅僅發射了32次， 美國國家航空暨太空總署不僅使用此系列運載火箭發射自己的衛星，也幫政府發射過人造衛星，甚至是國外的人造衛星合同。雷神—三角洲運載火箭的可靠性在1960年代和1970年代已算相當優異，總計84次發射中，僅有7次是失敗的，具有高達91.6%的成功率。

## 改良版本系統命名之改變
在1972年，道格拉斯公司引進一種新的火箭命名方式，將原本的希臘字母命名法改為阿拉伯數字命名法
，此種命名法可應付時常改版的三角洲系列運載火箭，避免字母的耗盡。
| 編號 | 第一碼 （第一節/輔助火箭數量）                             | 第二碼 （輔助火箭數量）                                    | 第三碼 （第二節）                                                                | 第四碼 （第三節） | 英文字母 （重型運載火箭構型）               |
| ---- | ---------------------------------------------------------- | ---------------------------------------------------------- | -------------------------------------------------------------------------------- | ----------------- | ------------------------------------------- |
| 0    | 長雷神燃料槽 MB-3火箭發動機 Castor 2固體輔助火箭           | 無輔助火箭                                                 | Delta F, 配備 Aerojet AJ-10-118F火箭發動機                                       | 無第三節          | 不適用                                      |
| 1    | 超長雷神燃料槽 MB-3火箭發動機 Castor 2固體輔助火箭         | 不適用                                                     | Delta P, 配備 TR-201 發動機                                                      | 不適用            | 不適用                                      |
| 2    | 超長雷神燃料槽 RS-27A火箭發動機 Castor 2固體輔助火箭       | 2具輔助推進火箭，若是三角洲4號中型運載火箭則為液體輔助火箭 | Delta K, 配備 AJ-10火箭發動機，Anik A1發射使用AJ-10-118F火箭發動機，為其中的例外 | FW-4D             | 不適用                                      |
| 3    | 超長雷神燃料槽 RS-27火箭發動機 Castor 4固體輔助火箭        | 3具輔助火箭                                                | 三角洲3號運載火箭的低溫末端節RL-10B-2火箭發動機                                  | Star 37D          | 不適用                                      |
| 4    | 超長雷神燃料槽 MB-3火箭發動機 Castor 4A固體輔助火箭        | 4具輔助火箭                                                | 三角洲4號運載火箭4公尺直徑的低溫末端節， RL-10B-2火箭發動機                      | Star 37E          | 不適用                                      |
| 5    | 超長雷神燃料槽 RS-27火箭發動機 Castor 4A固體輔助火箭       | 不適用                                                     | 三角洲4號運載火箭5公尺直徑的低溫末端節， RL-10B-2火箭發動機                      | Star 48B／PAM-D   | 不適用                                      |
| 6    | 外加超長雷神燃料槽 RS-27火箭發動機 Castor 4A固體輔助火箭   | 6具輔助火箭                                                | 不適用                                                                           | Star 37FM         | 不適用                                      |
| 7    | 外加超長雷神燃料槽 RS-27A火箭發動機 GEM 40固體輔助火箭     | 不適用                                                     | 不適用                                                                           | 不適用            | GEM 46固體輔助火箭                          |
| 8    | 加長外加超長雷神燃料槽 RS-27A火箭發動機 GEM 46固體輔助火箭 | 不適用                                                     | 不適用                                                                           | 不適用            | 不適用                                      |
| 9    | 三角洲4號運載火箭主要核心火箭 RS-68火箭發動機              | 9具輔助火箭                                                | 不適用                                                                           | 不適用            | 三角洲4號中型運載火箭兩具額外的主要核心火箭 |

### 三角洲904型運載火箭
在1972年7月23日，發射陆地卫星1号為第一個有使用九支固態輔助火箭的發射火箭，另一項突破是第二節引擎改為AJ 10-118F引擎，這次發射的雷神—三角洲運載火箭開始被稱做三角洲904運載火箭
。 

### 三角洲1000系列運載火箭
增加為2.4公尺直徑的酬載艙空間，直徑約為8英呎，因此得到了直筒八的綽號，使用九支海狸固態輔助火箭，並開始採用新的TR-201火箭引擎。第一次成功發射為1972年9月22日，酬載衛星為探險家47。

### 三角洲2000系列運載火箭
這型的特色為使用RS-27第一節引擎在加大的燃料槽上，直徑與三角洲1000系列運載火箭相同，此型被用於1975年發射的陆地卫星2号和1978年的陆地卫星3号。另外也創下了首次一箭三星的紀錄，將國際通信衛星、美国国家海洋和大气管理局以及Amsat Oscar 7同時由三角洲2310型運載火箭送至軌道中。1978年4月7開啟了一系列廣播衛星的濫觴，第一顆這系列人造衛星又成為尤里1號。

### 三角洲3000系列運載火箭
引進海狸4型固態輔助火箭，第一節則和三角洲1000系列運載火箭及三角洲2000系列運載火箭相同；第二節的部分則是最後一次採用TRW TR-201火箭發動機作為第二節；也引進酬載輔助元件及斯塔48B固態火箭，用在第三節，之後這個斯塔48B固態火箭也用在三角洲2號運載火箭的第三節。三角洲3000系列運載火箭的三角洲3914型運載火箭 在1975~1987年間總共發射13次，其中在1976年後多次承包美國政府的人造衛星。

### 三角洲4000系列運載火箭
使用舊版的MB-3引擎，搭配加大後的燃料槽及海狸4號固態輔助火箭；另外也是首次使用三角洲K做為第二節，不過三角洲4000系列運載火箭僅發射過兩次。

### 三角洲5000系列運載火箭
使用新的海狸4A固態輔助火箭，仍搭配原本的RS-27第一節主引擎，只發射過一次。

### 三角洲2號系列運載火箭
三角洲2號運載火箭由三角洲6000系列運載火箭及三角洲7000系列運載火箭以及三角洲中輕型運載火箭與三角洲重型運載火箭組合而成。
三角洲-2最初由麥道公司設計和製造，在麥道被波音公司併購後，則由波音的綜合防務系統分部負責生產，三角洲2號系列運載火箭從1989年開始投入使用。三角洲2號對於美國國家航空暨太空總署手中的一種重要火箭，其中發射過許多著名的行星探測任務，諸如風探測器、會合-舒梅克號、火星全球探勘者號、火星探路者、先进成分探测器、深空一號、火星氣候探測者號、火星極地著陸者號、深空2號、星尘号、2001火星奧德賽號、威尔金森微波各向异性探测器、起源号、彗核巡迴者號、勇气号火星探测器、机遇号、史匹哲太空望遠鏡、信使号、深度撞击号、日地关系天文台、凤凰号火星探测器、曙光號、克卜勒太空望遠鏡、重力回溯及內部結構實驗室等。

### 三角洲6000系列運載火箭
在1986年挑戰者號爆炸事件後，三角洲系列運載火箭繼續發射並承擔人造衛星的發射，在那時，三角洲2號運載火箭也必須加強，增加為更大的燃料槽，3.6公尺直徑的燃料槽提供了更多的燃料儲存；仍沿用海狸4A固態輔助火箭，特別的是有六支在發射臺上點燃，其他三支在空中點燃。

### 三角洲7000系列運載火箭
第一節引擎改用RS-27A火箭引擎，增加燃料使用的效率，另從擎天神引進GEM-40固態火箭作為第三節，雖然長度較長，但其重量較輕，可裝載比較多的酬載物。

### 三角洲2號輕中型運載火箭
此型由三角洲7000系列運載火箭改裝而成，沒有第三節火箭，但也減少了固態輔助火箭的使用量，通常只裝三支，但有時候也會裝四支，主要功能是用來發射美國國家航空暨太空總署的小型衛星。

### 三角洲2號重型運載火箭
結合了三角洲792X運載火箭和GEM-46固態輔助火箭。GEM-46來自三角洲3號運載火箭的固態輔助火箭。

### 三角洲3號運載火箭（三角洲8000系列運載火箭）
波音公司為了加強火箭的酬載能力以應付更重的人造衛星而研發此型運載火箭
三角洲3號運載火箭的特色有將第二及第三節火箭的引擎改為以液態氫／液態氧的低溫引擎，可以增加推進效率且不產生多餘的成本負擔，引擎是一顆Pratt&Whitney RL10引擎，原本用於半人馬座運載火箭的第二節引擎。液態氫燃料儲存在直徑4公尺的橘色絕熱槽內。緊鄰著液態氫和引擎，包括點火器部分；此技術來自日本H-II運載火箭的配置方式。
為了降低整臺火箭的高度，也避免被側橫風吹倒，第一節煤油／液態氧的燃料槽做得特別粗且矮，所以整臺運載火箭的直徑完全相同。九支GEM-46固態輔助火箭在安裝時，其中三支並沒有垂直地面裝置，而有向量上的考量，三角洲三號運載火箭發射的並不順利，前兩次發射都以失敗收場，第三次雖發射成功，但酬載艙裡面沒有載任何衛星。

### 三角洲4號系列運載火箭（三角洲9000系列運載火箭）
屬於美國空軍的計畫的發展不可回收的運載火箭，道格拉斯／波音公司進而推出三角洲4號運載火箭，整臺火箭的組成元件和技術都是從現有的火箭中取得，洛克希德馬丁公司和波音公司都有簽這項合約，三角洲4號運載火箭正因此而生，主要總部位在阿拉巴馬州。
第一節變成以液態氫燃料的發動機，上面節的技術和三角洲三號運載火箭的上面節相同，但直徑增加到5公尺，並沿用泰坦4號運載火箭的鋁製整流罩。RS-68為一種新的大的液態發動機，最先被設計出是在1970年代末期的太空梭主發動機設計計畫，原本的終旨即為低成本大推力，RS-68火箭發動機減少內部加壓致使其效率高於太空梭主發動機設計計畫。簡單的管線設計，發動機燃燒室和管線就只有溝槽和面的設計，是史威特發動機的前身；第二節及整流罩的外殼都直接沿用三角洲3號運載火箭的设计，但只限於使用中型的三角洲4號運載火箭；大型的則使用直徑5公尺之酬載艙。管線的校正和電線的配置需要一座發射臺，第一節主引擎及燃料通常被認定為火箭主要核心，而三角洲4號重型運載火箭有另外兩個火箭主要核心來作為輔助火箭。大型的三角洲4號運載火箭但不含三角洲4號重型運載火箭配有二~四支GEM-60直徑1.524公尺的固態輔助火箭。

#### 三角洲4號重型運載火箭
三角洲4號重型運載火箭有總共有三個火箭主要核心，首次的示範發射在2004年12月21日，最終未能將模擬衛星送入正確軌道是因為兩枚輔助的火箭主要核心過早分離所致，最後模擬衛星只進入105公里高的軌道，並且迅速降低高度。最後調查結果發現整起失敗肇因於液態氧感應器無法有效的控管，這項問題在後續的發射已被更正。
首次成功發射的日期是2007年11月11日，於卡納維爾角第37號發射台成功升空。而在范登堡空軍基地首次成功發射的日期為2011年1月20日。

## 圖片集

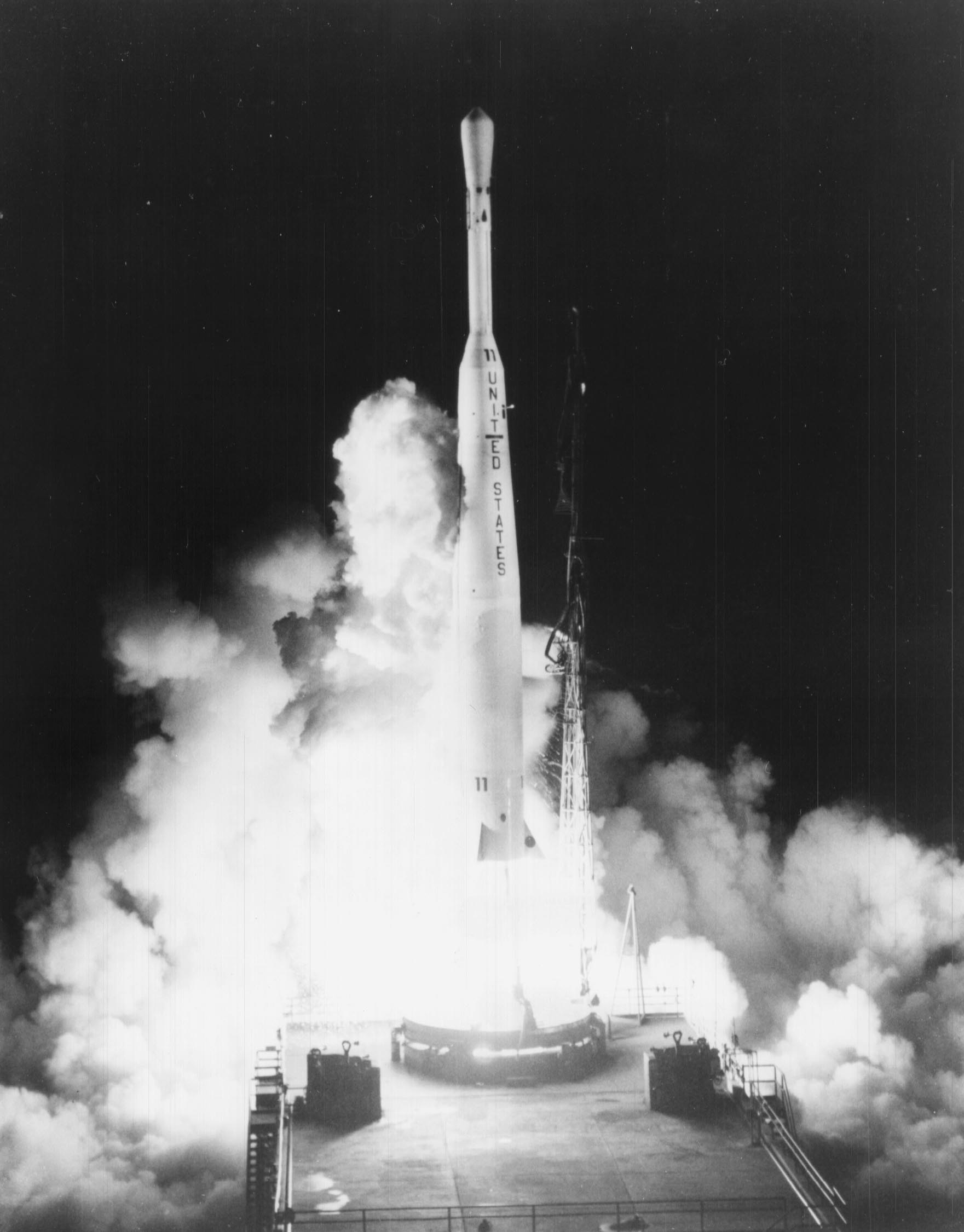
雷神三角洲運載火箭於1962年7月10日在卡納維爾角發射
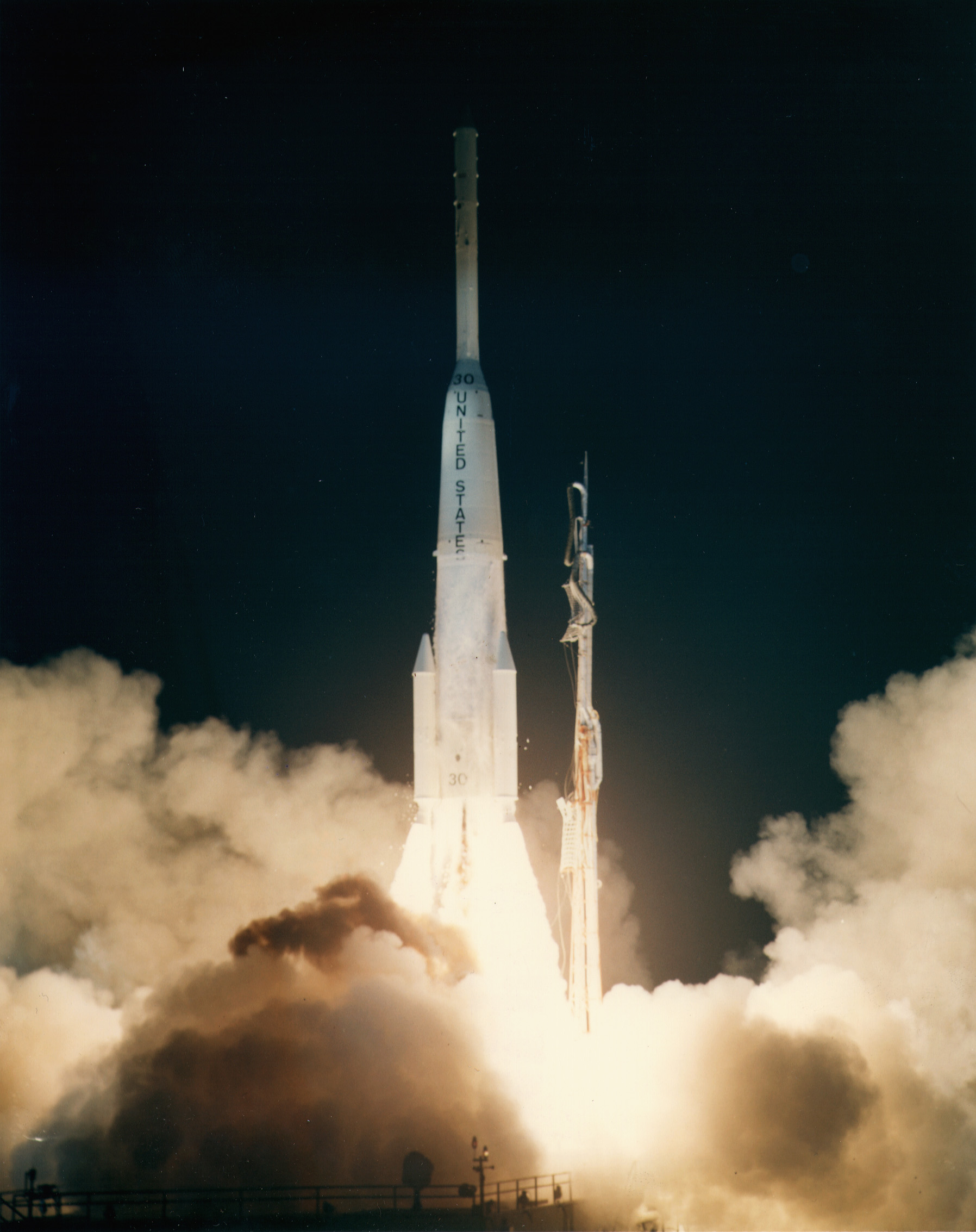
三角洲D型運載火箭於1965年4月6日在卡納維爾角發射INTELSAT-I衛星
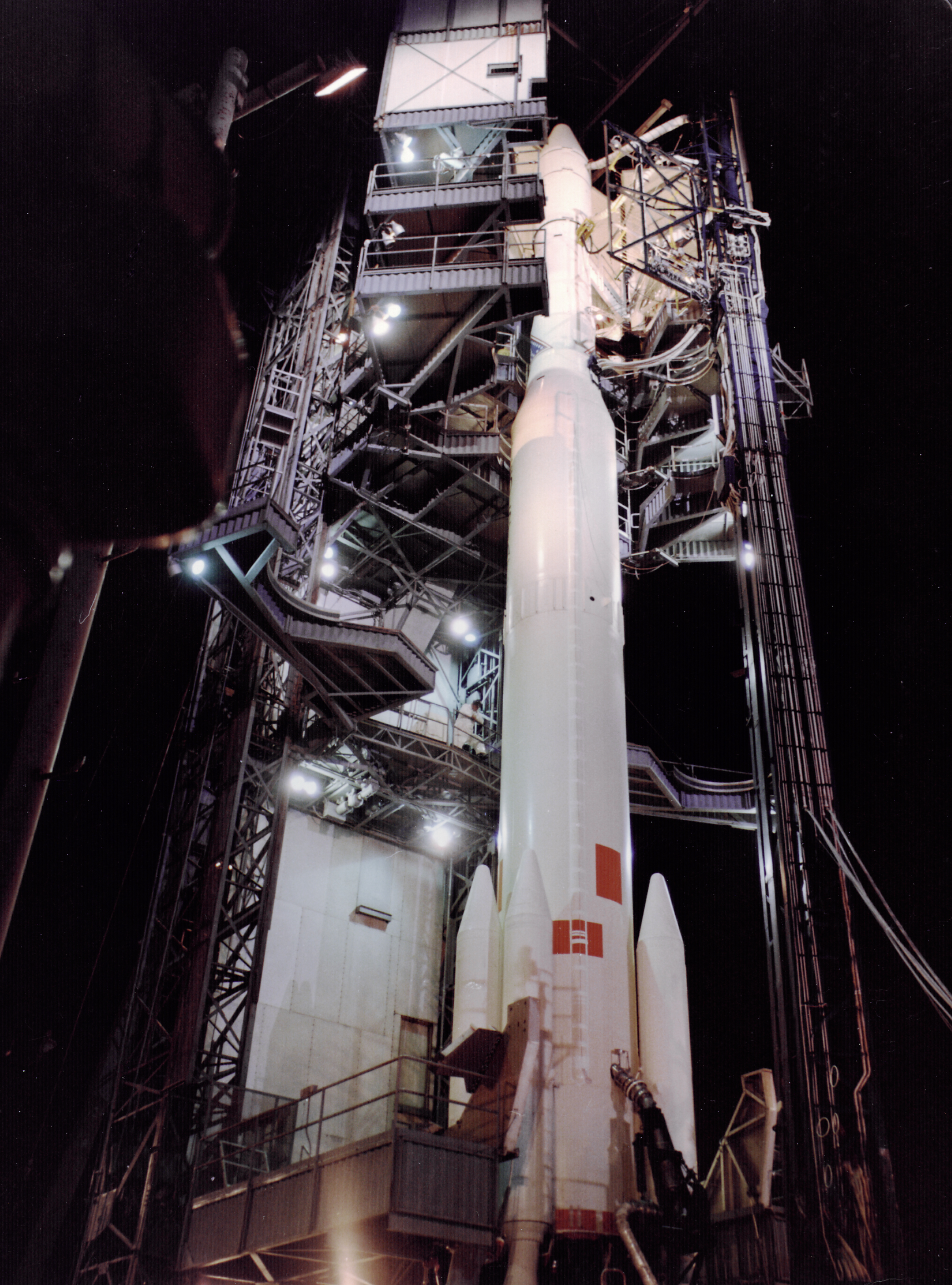
三角洲N型運載火箭-6於1971年10月在范登堡空軍基地發射ITOS衛星
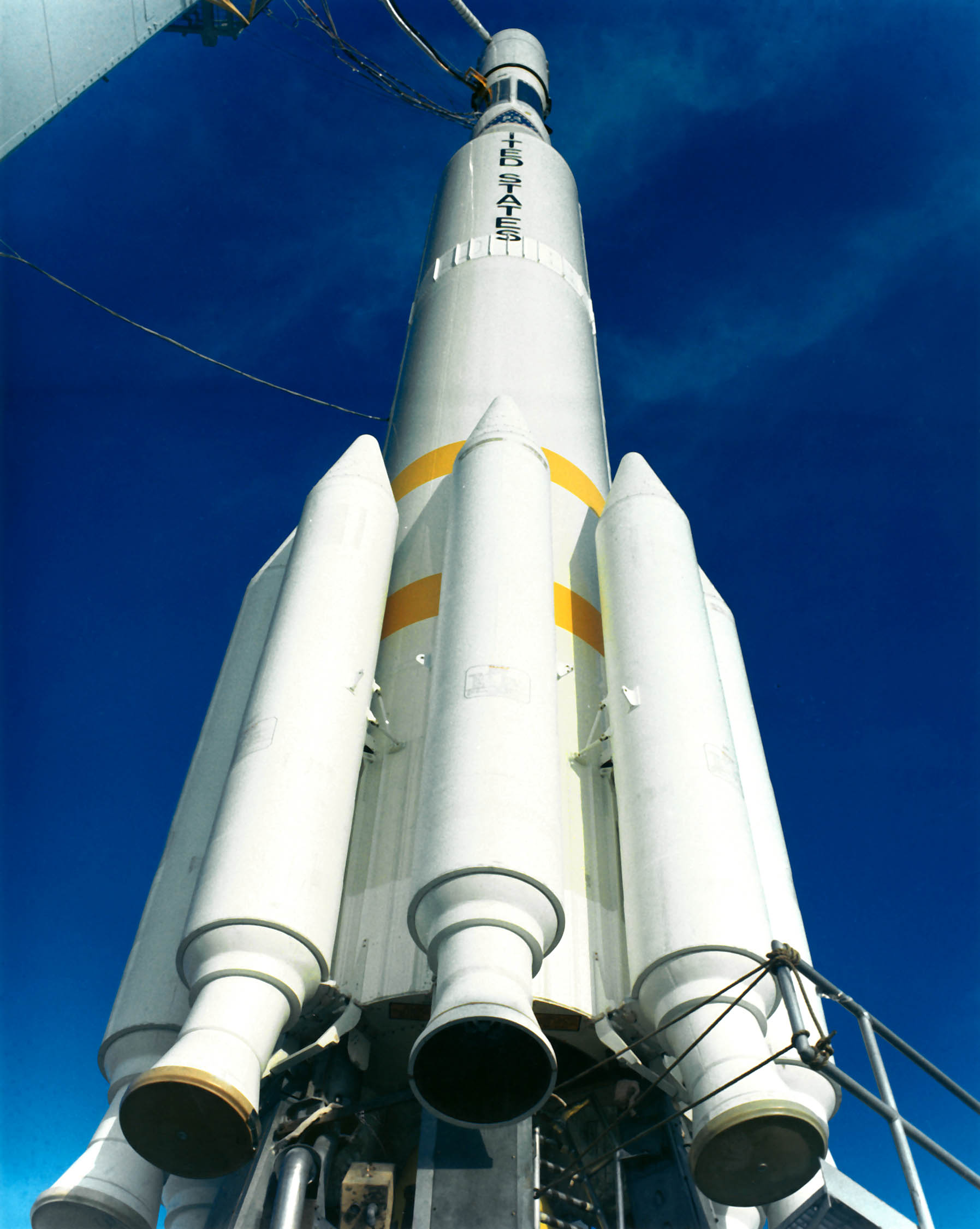
三角洲900型運載火箭於1972年12月12日在范登堡空軍基地發射。
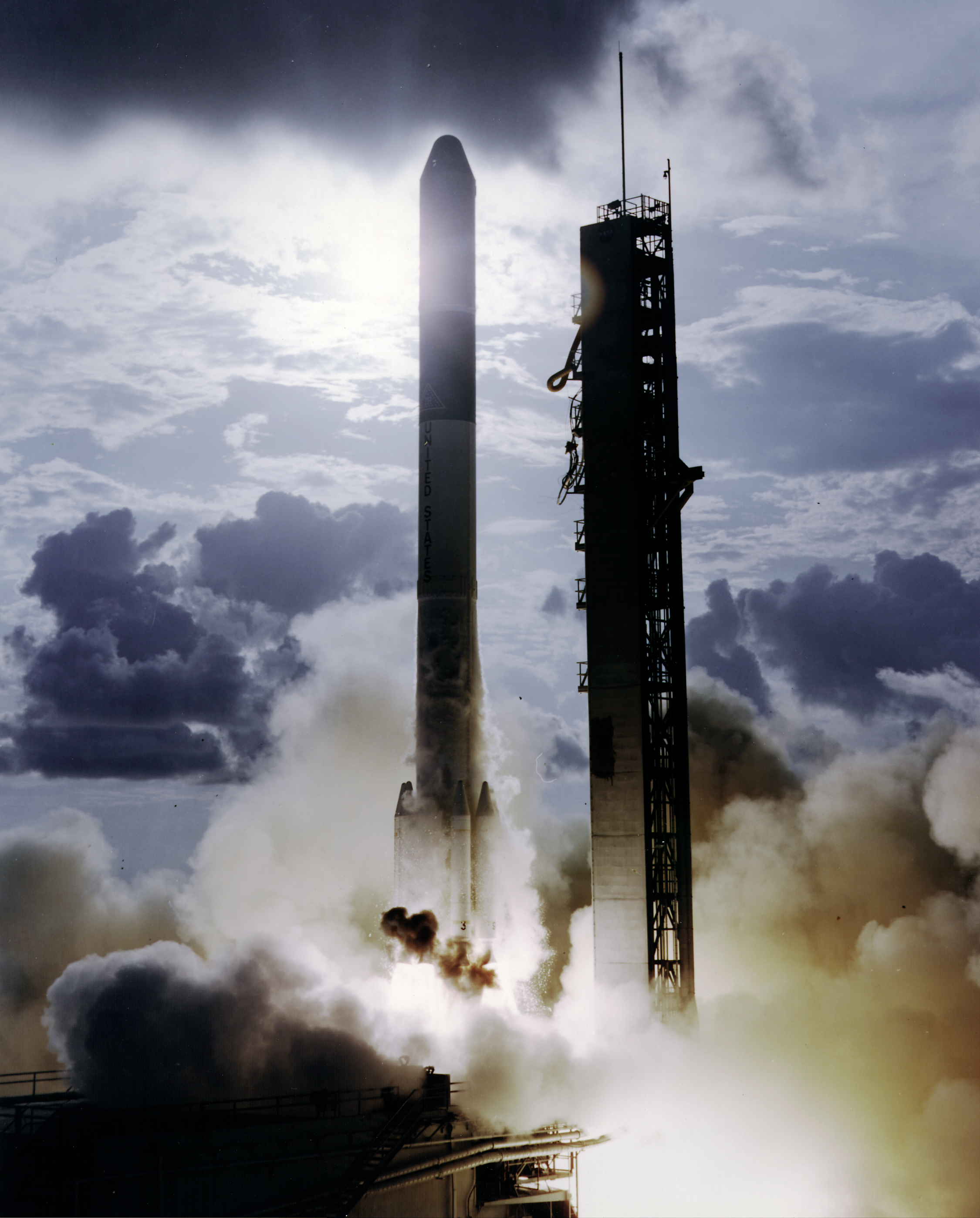
三角洲1910型運載火箭於1975年7月21日在卡納維爾角發射。
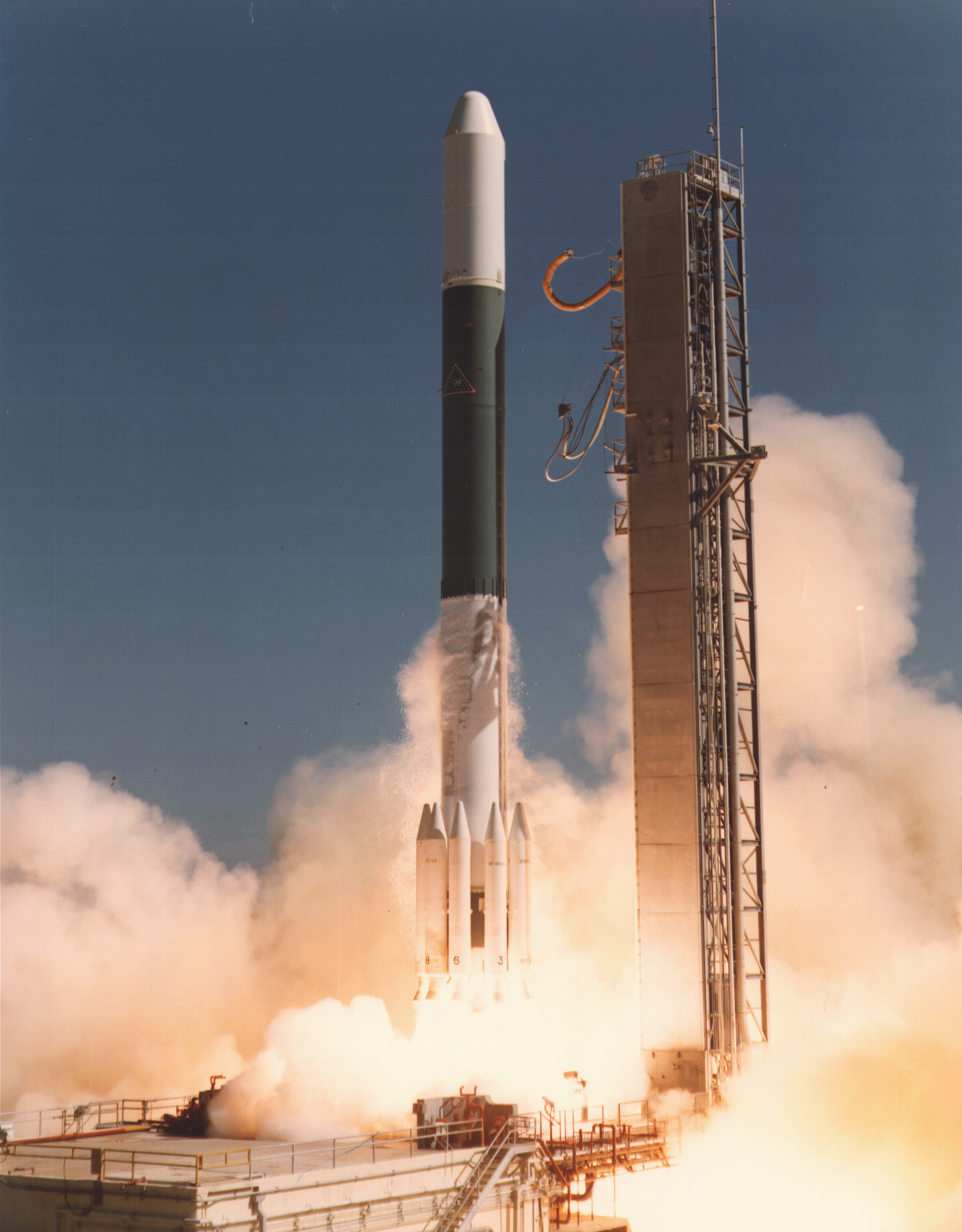
三角洲2914型運載火箭於1978年1月26日在卡納維爾角發射。
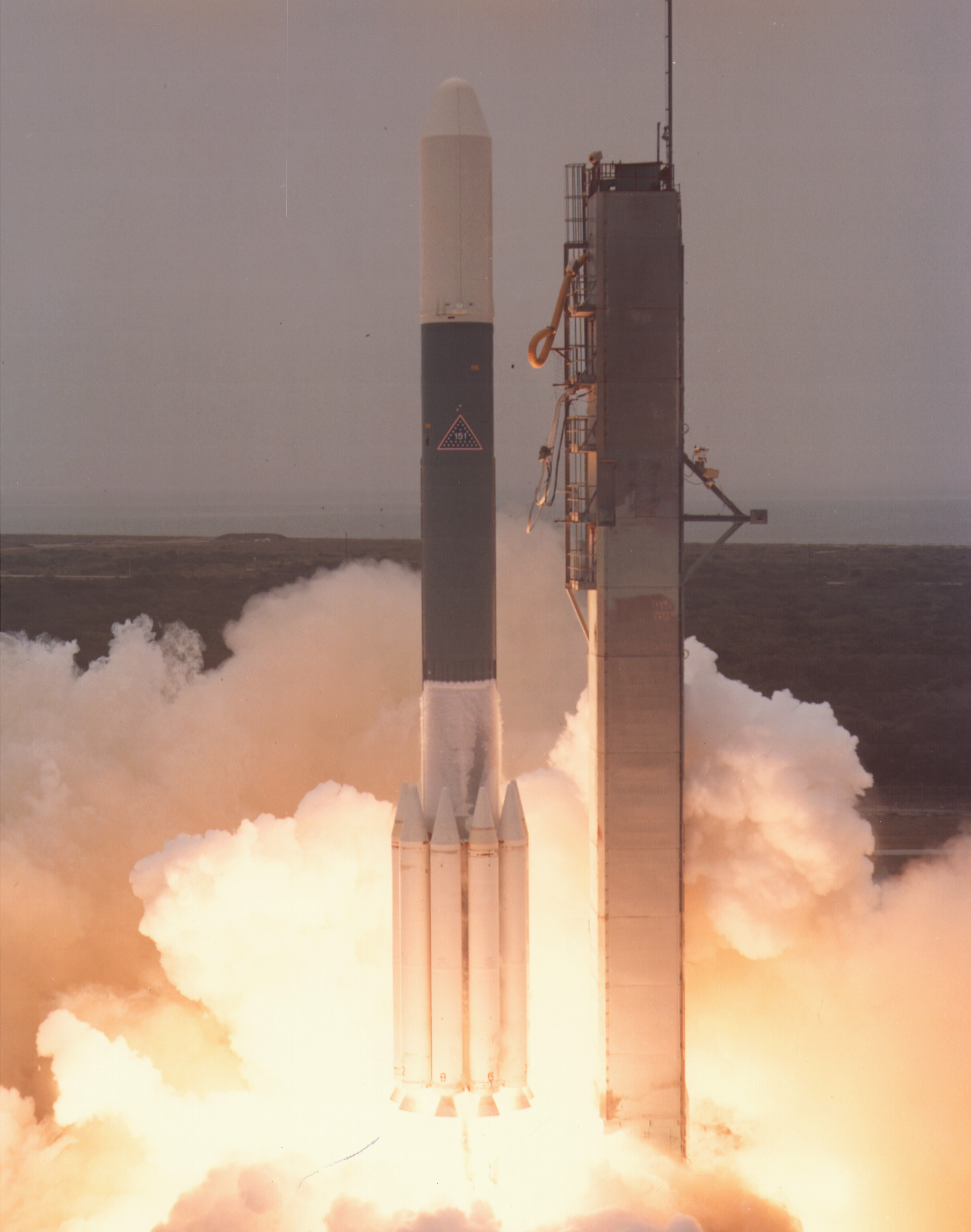
三角洲3910型運載火箭於1980年2月14日在卡納維爾角發射。
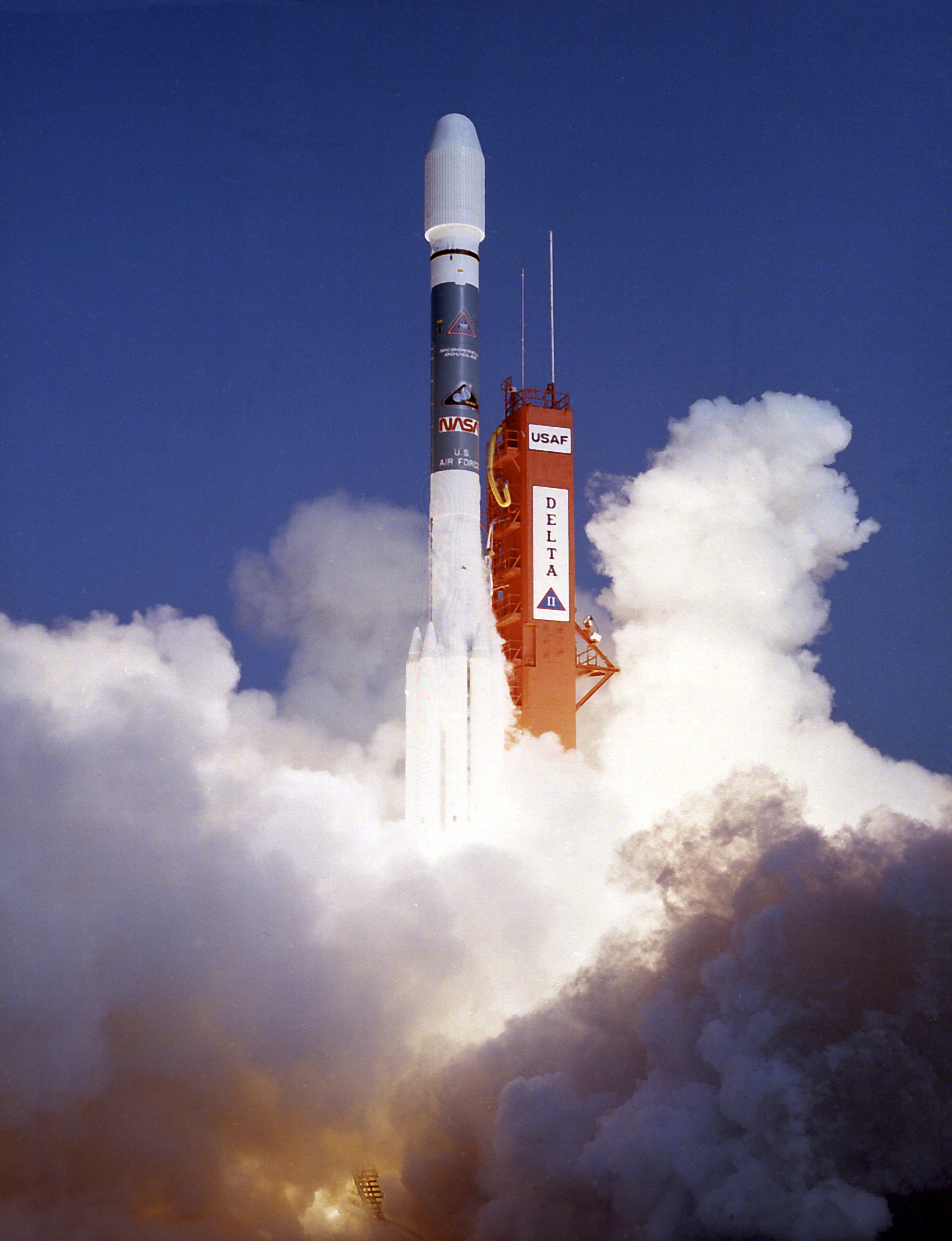
三角洲6920-10型運載火箭於1990年7月1日在卡納維爾角發射。
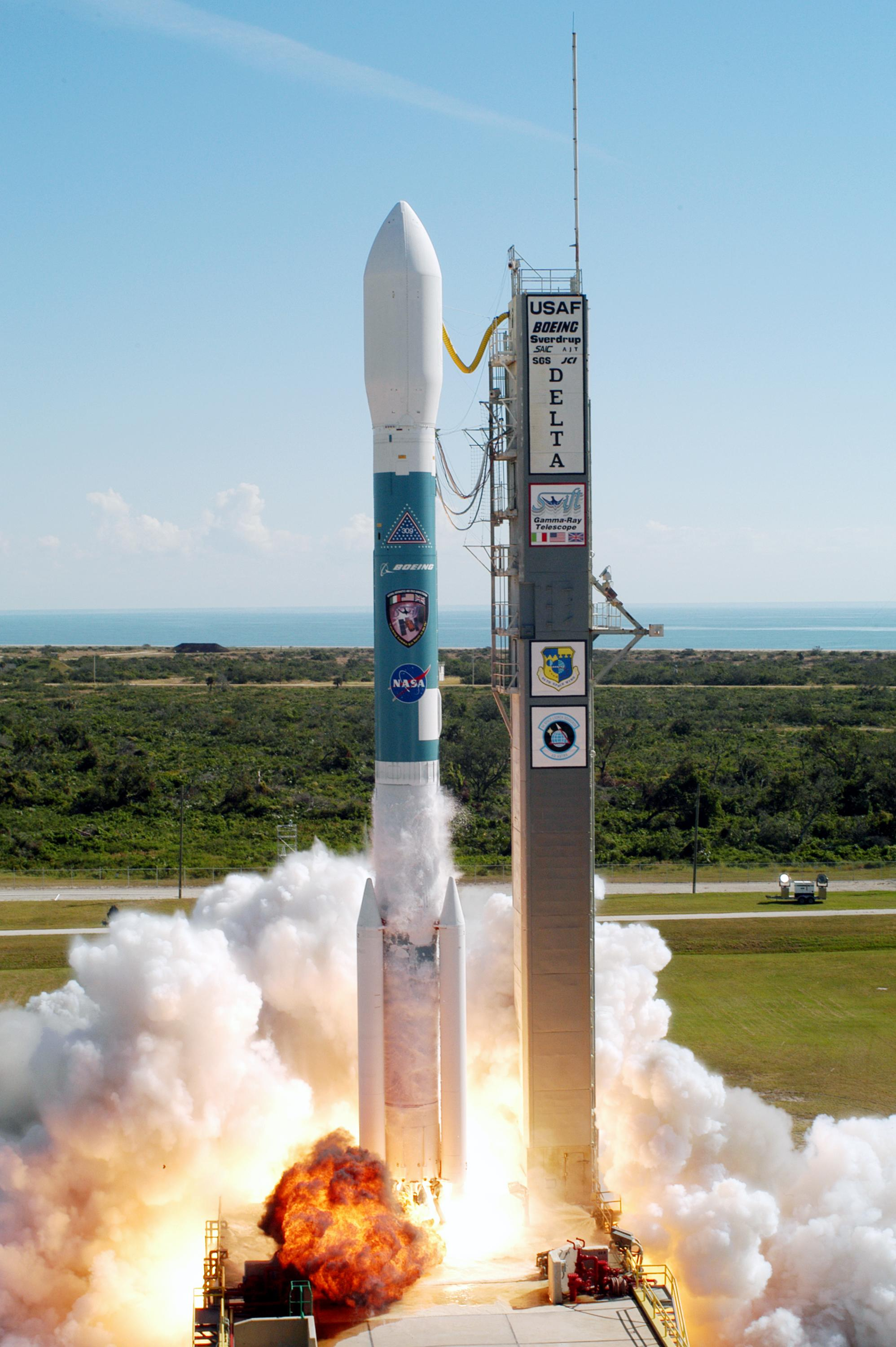
三角洲7320-10C型運載火箭發射升空的瞬間
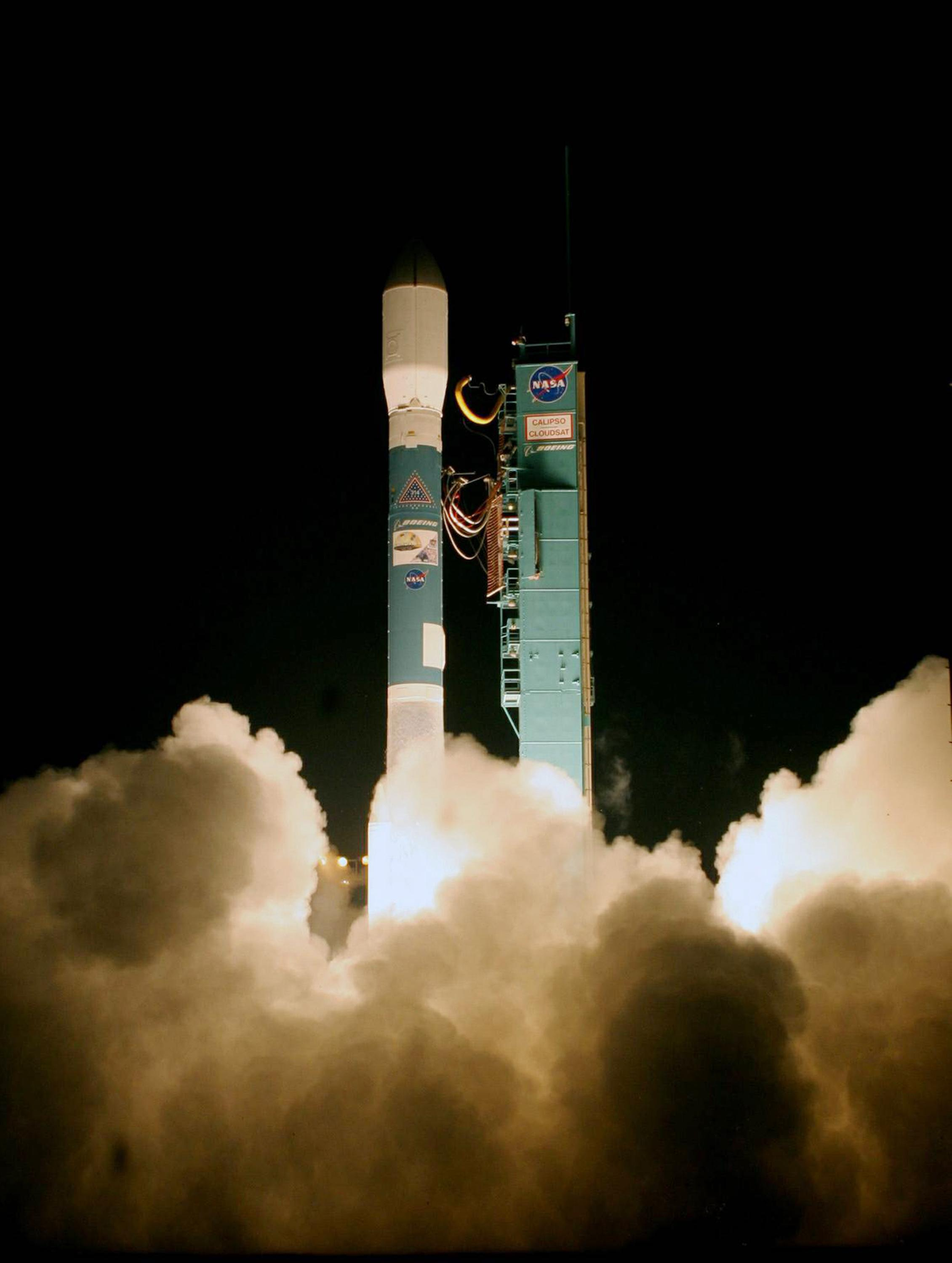
三角洲7420-10C型運載火箭於夜間發射，攝於2006年4月28日
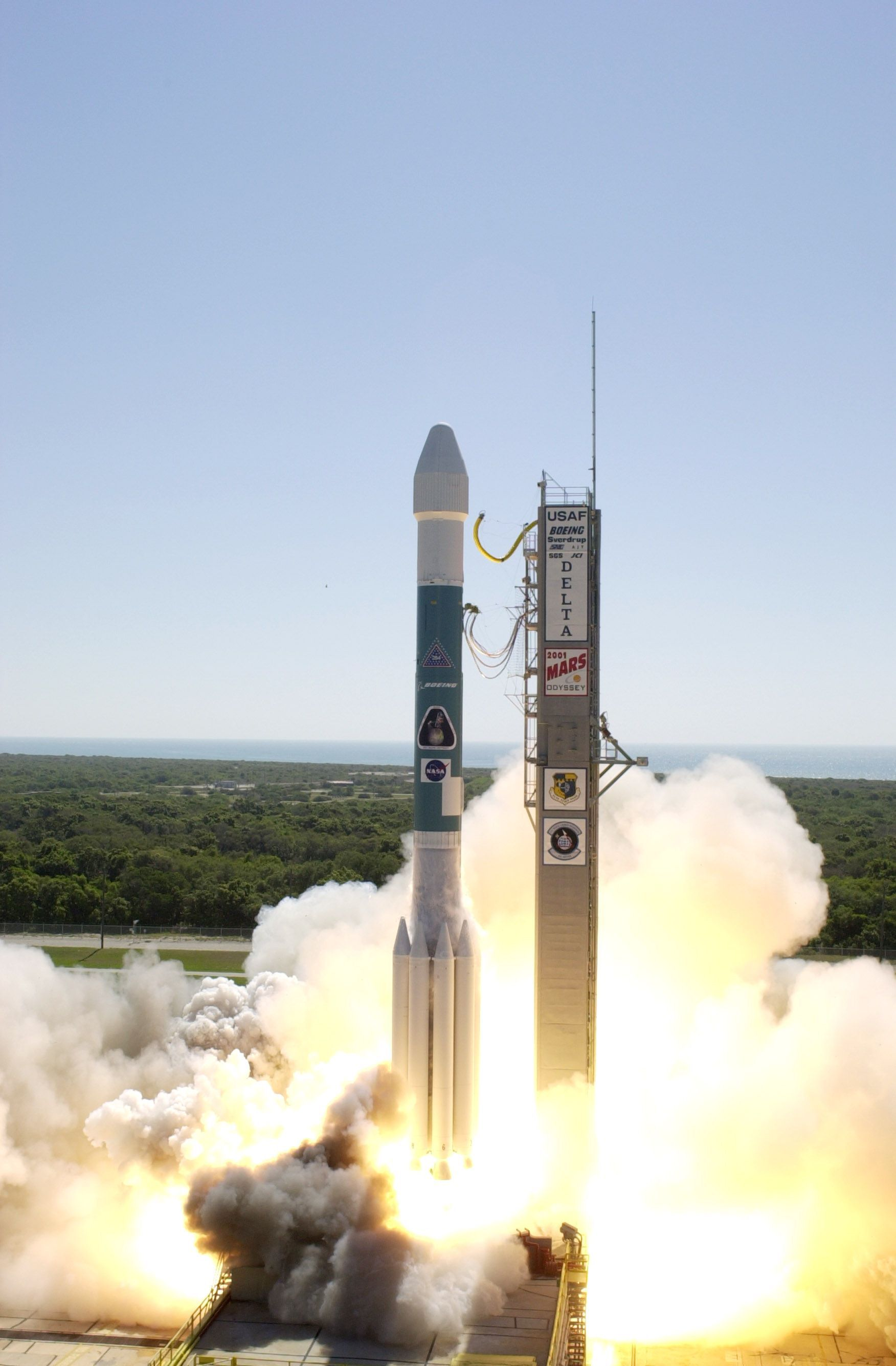
2001年奧迪賽號的發射瞬間
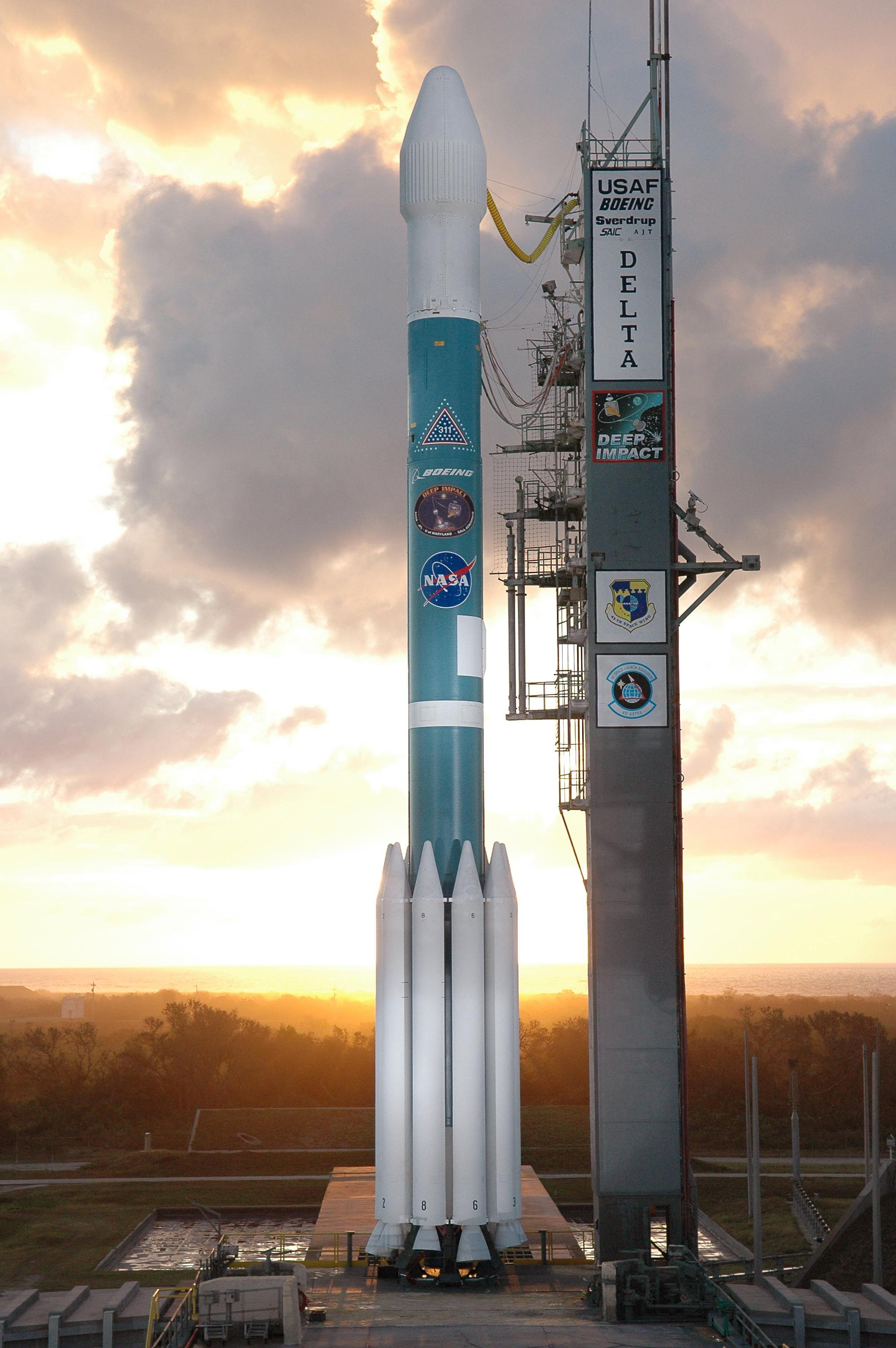
三角洲2號運載火箭7925型發射深度撞擊號
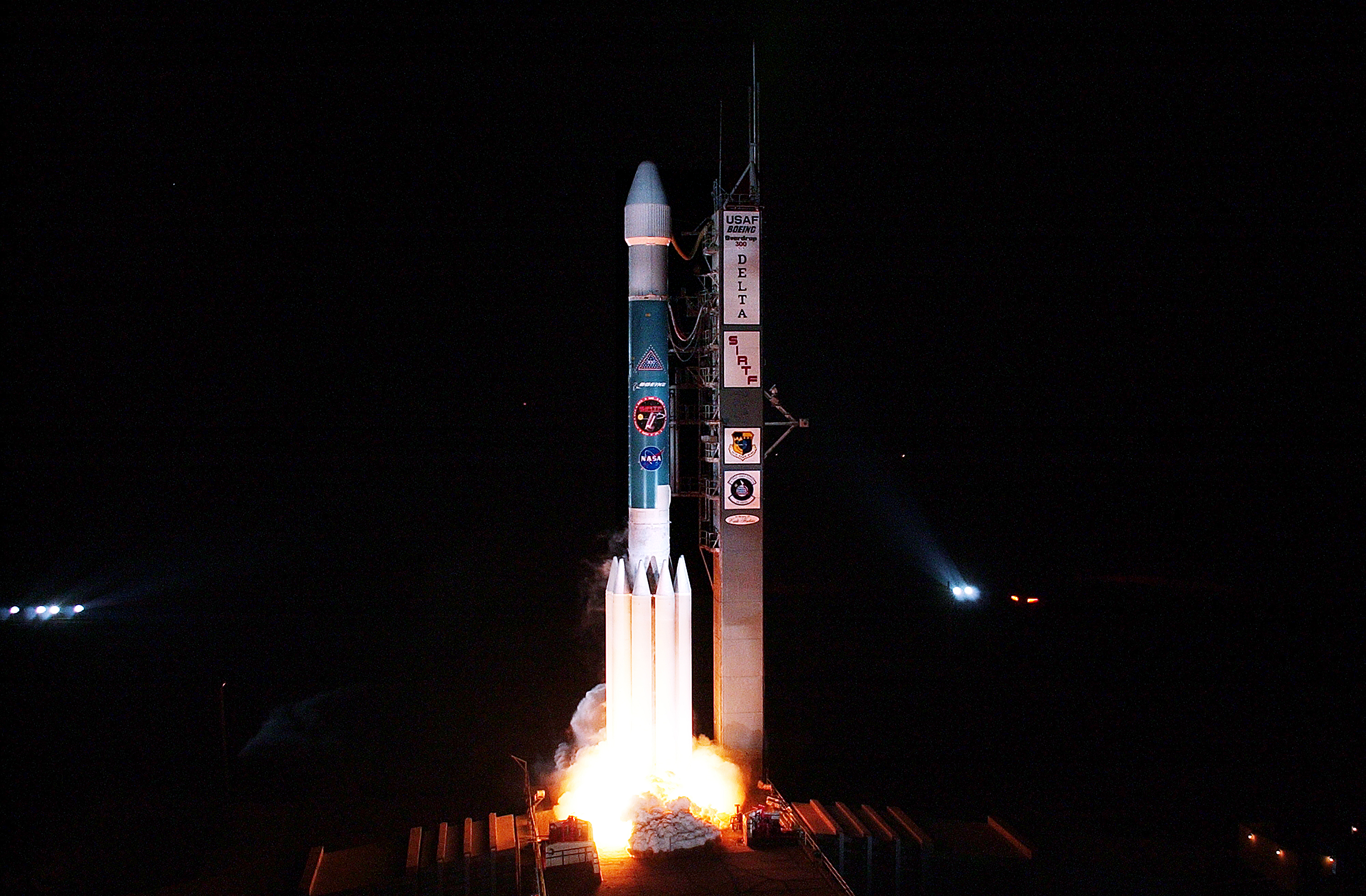
史匹哲太空望遠鏡的發射瞬間
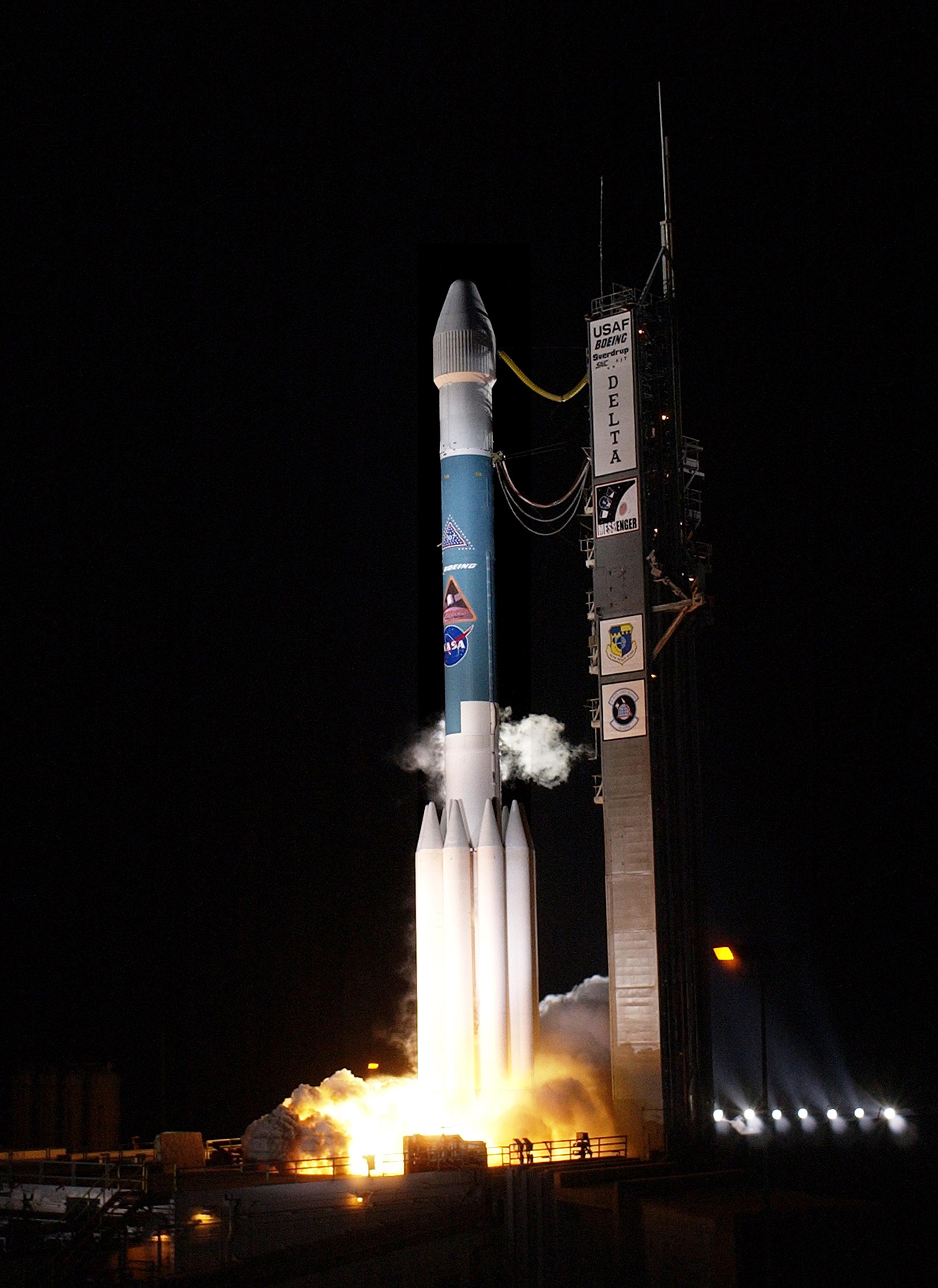
信使號的發射瞬間
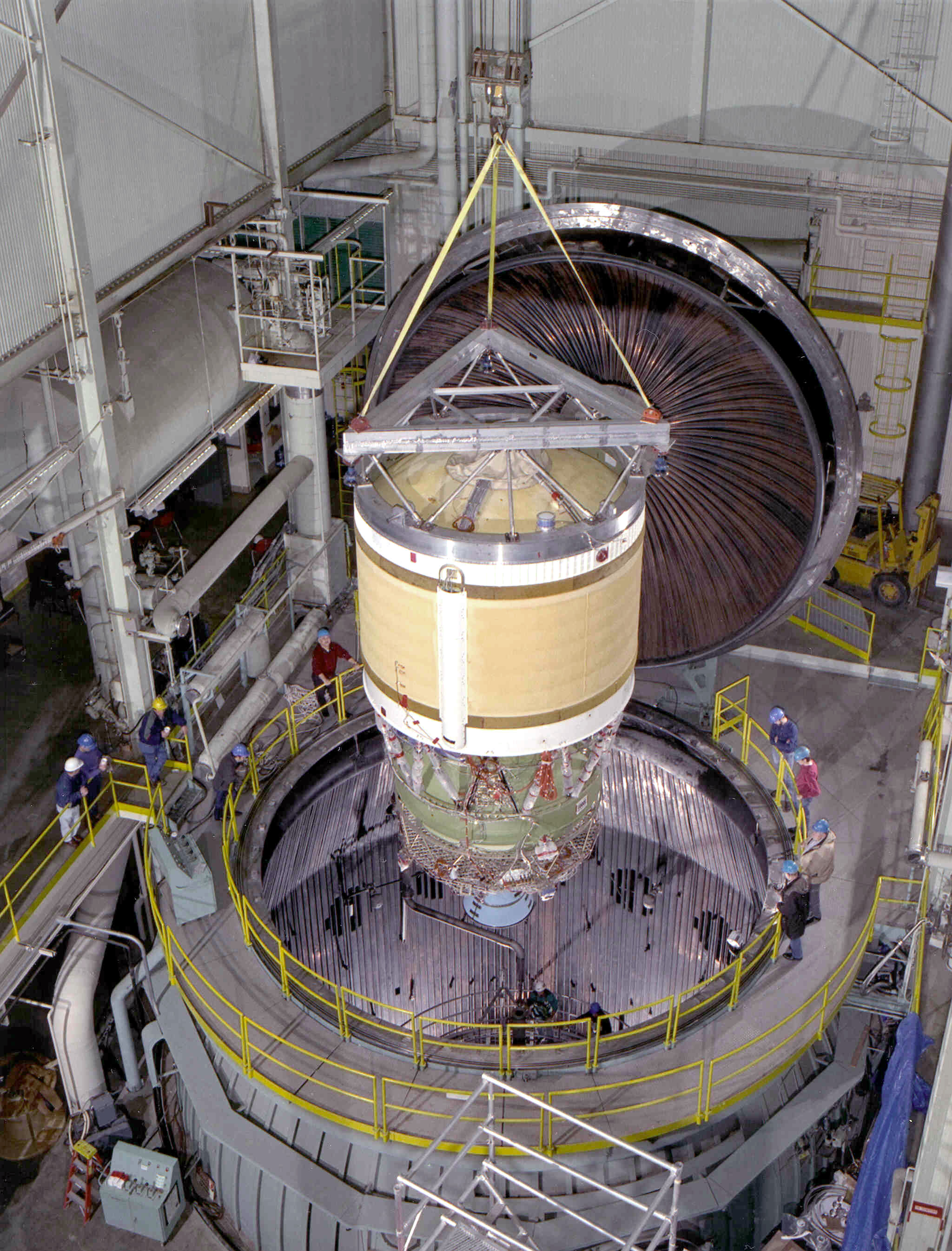
裝配中的三角洲3號運載火箭
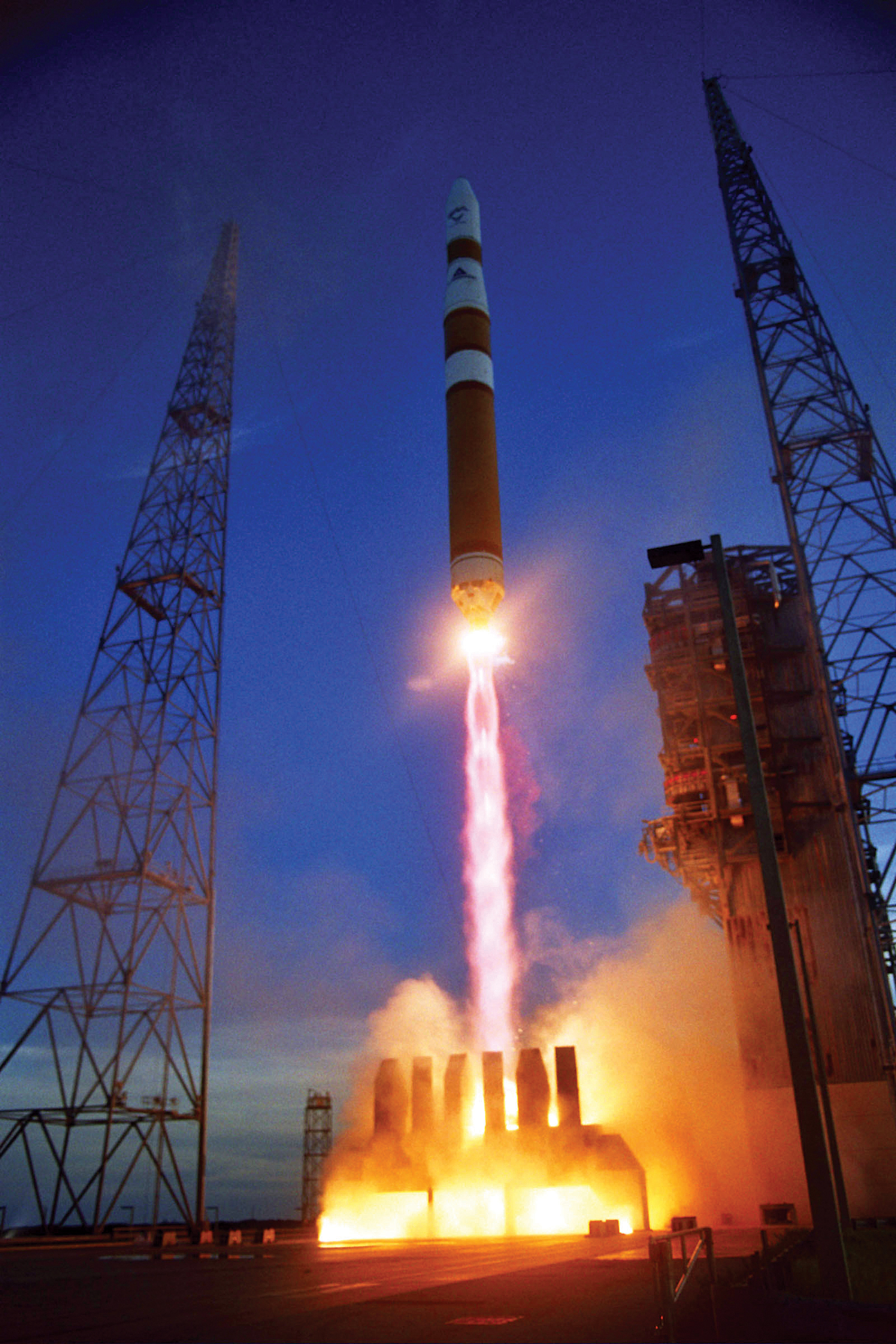
三角洲4號系列運載火箭發射照片
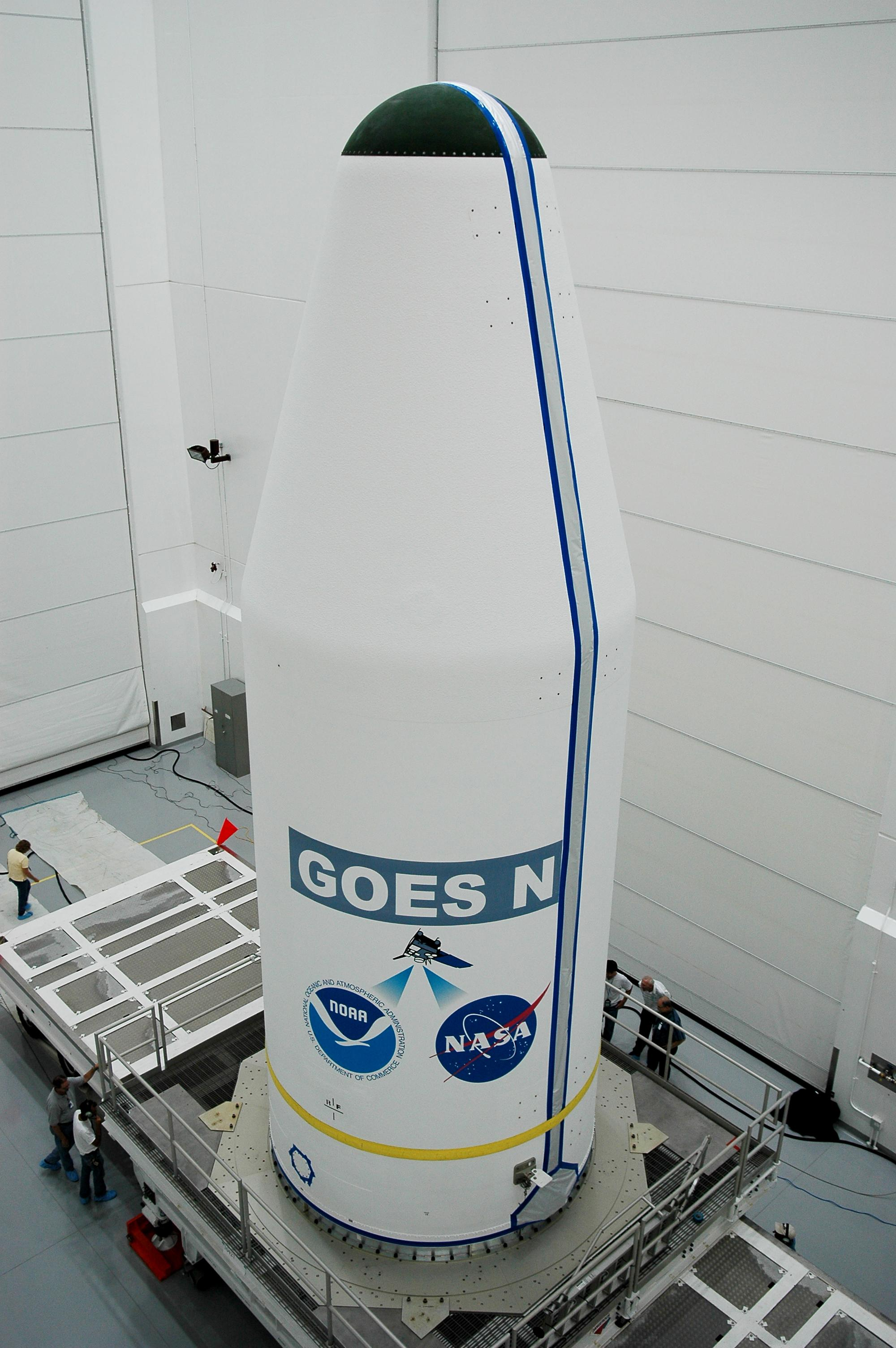
三角洲4號運載火箭中型的整流罩
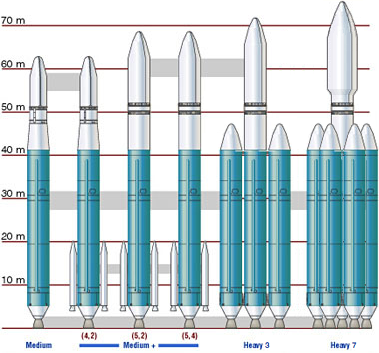
三角洲4號系列運載火箭
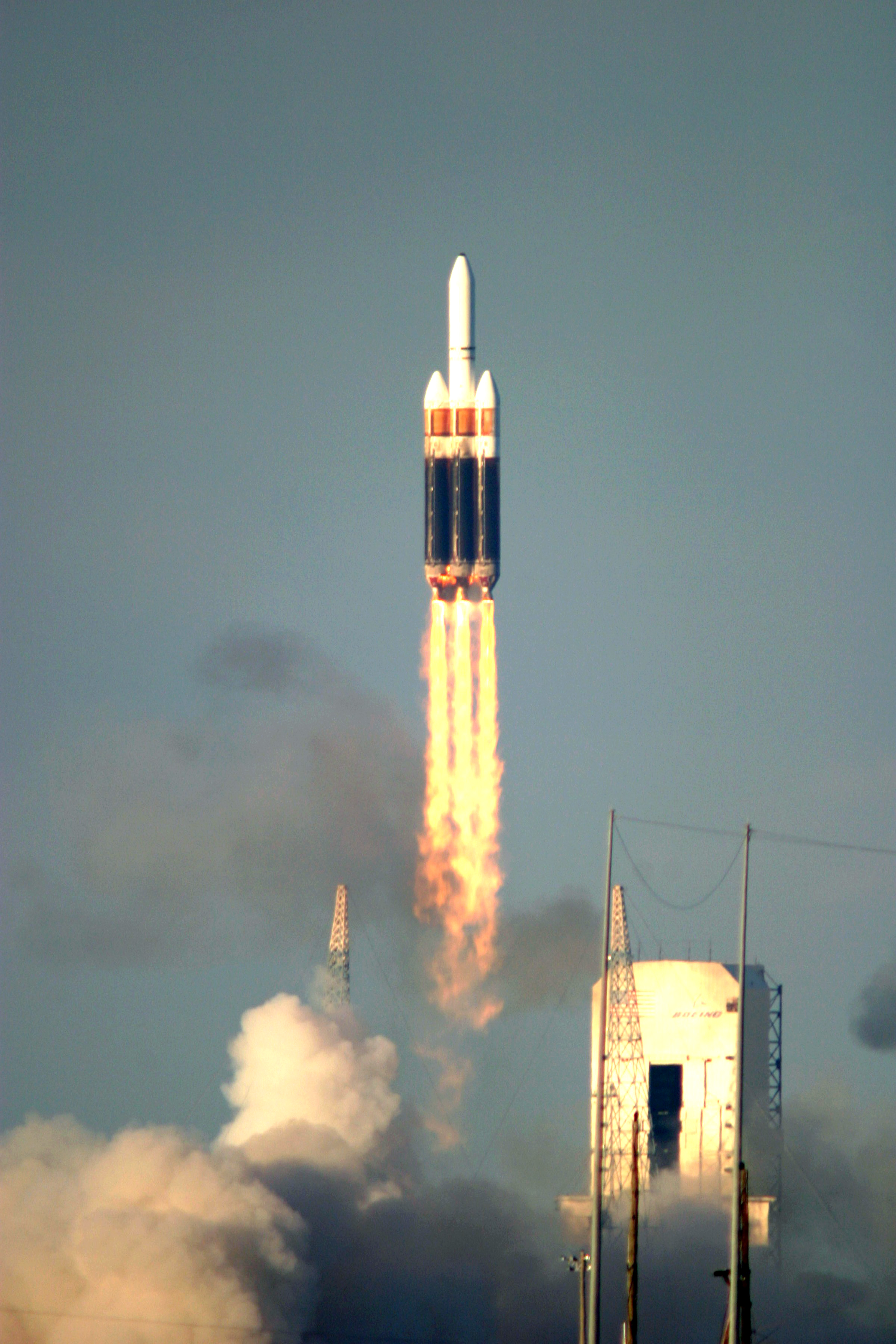
三角洲4號重型運載火箭於2004年12月10日在卡納維爾角發射
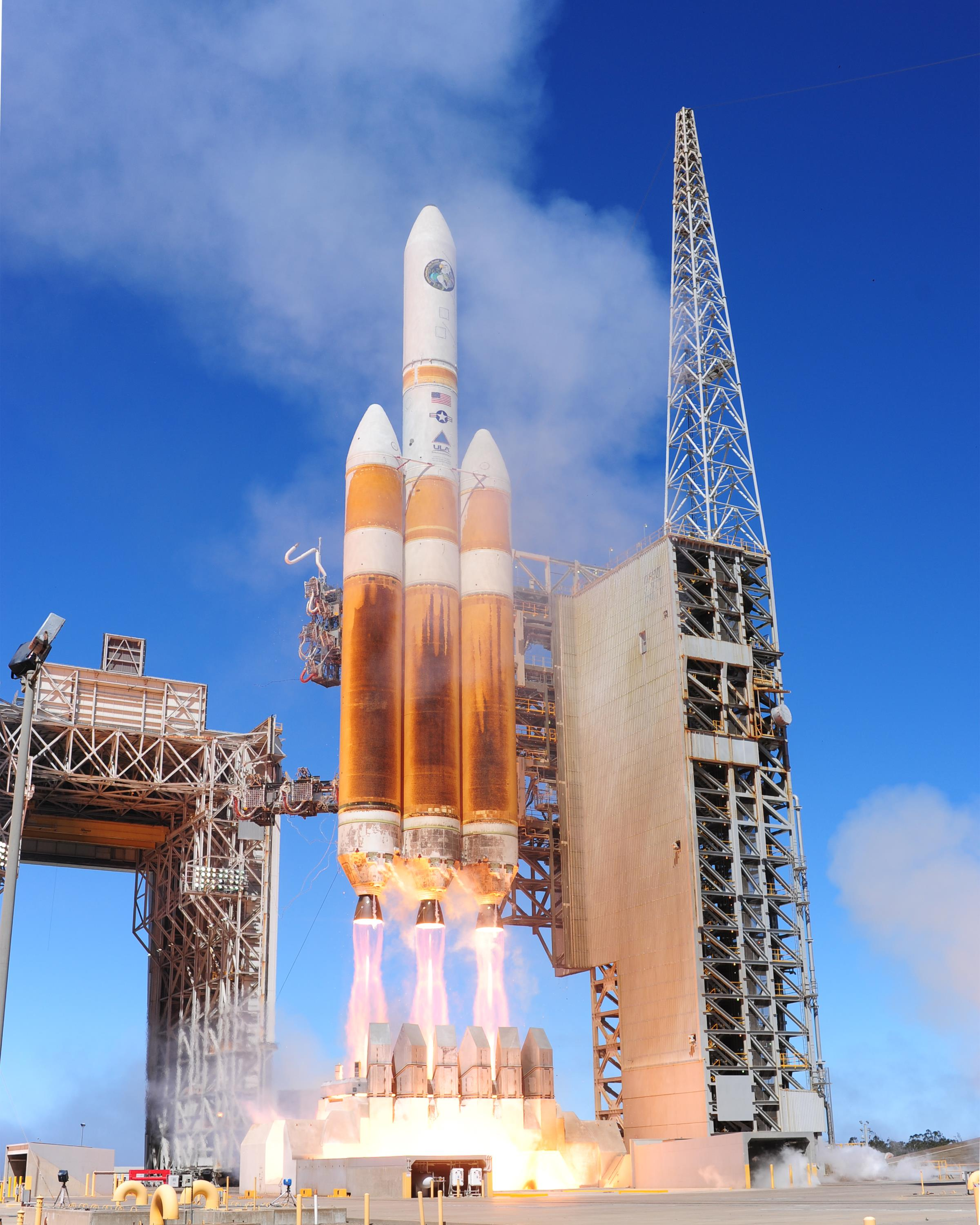
從范登堡空軍基地升空的三角洲4號重型運載火箭